# 汉语音韵学
汉语音韵学（historical Chinese phonology）是研究汉语各个时期语音状况及其发展、变化的学科，属語言學的分支；在漢學研究語境下常省略「漢語」而直接简称为音韵学、声韵学。
漢語音韻學研究漢語語音從古至今的變化，因此現代語言學把它歸類於歷史語言學（歷時語言學）；與之相對的是研究某一特定時代語言情況的斷代語言學（共時語言學），如大學中的現代漢語課程語音部份。
它的目标为，在汉语方言，隋朝和唐朝的反切系统的基础上，探测古汉语的发音如何，以及古今发音的演变规律。音韵学的研究最注重中古汉语（隋唐）和上古汉语（春秋、战国）两个时代。

## 历史
汉语音韵学最初是传统中國語言學即小學的分支學科。「小學」在周代的意思和現代一樣，也是指供孩童讀書的地方。因為孩童入學先學讀書寫字，到了漢代，人們就把研究漢字的學問叫「小學」。另外，古人研究漢字的目的是爲了讀懂經書，因此研究漢字的學問被看做經學的附庸，這也是「小學」得名的一個原因。
明朝学者陈第最早提出诗经押韵不準確，是因为「古今音變」；但遲至明末的顾炎武才是试图分析古代音韵的第一位学者。

## 分类
清朝学者将汉语音韵学分为：
- 古音学：研究先秦时期的上古音
- 今音学：研究《切韵》为代表的中古音
- 等韵学：用图表来分析语音的发音原理和类别

| 分期 | 朝代                   | 主要材料                 | 成果名稱 | 門類   |
| ---- | ---------------------- | ------------------------ | -------- | ------ |
| 上古 | 周、秦、漢             | 《詩經》等韻文、形聲字   | 上古音   | 古音學 |
| 中古 | 魏晉南北朝、隋、唐、宋 | 《切韻》、《廣韻》、韻圖 | 中古音   | 今音學 |
| 近古 | 元、明、清             | 《中原音韻》             | 近古音   | 北音學 |
| 其它 | 唐——清                 | 韻圖                     |          | 等韻學 |

现代学者则将汉语音韵学分为：
- 断代音韵学：对各个历史时期语音的研究
- 历代音韵学：对语音发展的研究

二者统称为汉语音韵史。

## 研究方法
汉语音韵学研究汉语的古音。现有的古音知识是利用大量的文献材料和非文献材料，通过多种方法研究出来。由于汉字不是拼音文字，研究起来与其他语言有不同。
汉语音韵学最重要的研究资料是古代专门的韵书、等韵图等音韵著作，因为它们包含完备的音系框架。重要的古代音韵著作：广韵、中原音韵等。
此外，还有间接的古音资料如：
- 历代韵文的押韵情况、谐声字、假借字
- 现代汉语各分支（方言／独立语言）的语音状况
- 其它语言，主要是接受汉语古音较多的韩语、越南语、日语
- 古代翻译自其它语言的文字资料，如佛经

汉语音韵学有些基本概念和方法：
- 韵书、等韵图性质、体例、功用、三十六字母
- 以韵母成分为条件分析出的单位：韵、韵部、韵系、摄、开合、四等
- 字母分类的概念：五音、清浊
- 从文献材料考证古音的基本途径，如诗文押韵字的归纳方法、谐声字的演绎方法。
- 拟测古音音值的方法。

## 汉语音韵史
汉语音韵学的研究对象——历代汉语音系及其发展过程——构成了汉语音韵史。目前学术界的共识為，将汉语音韵史分为上古汉语、中古汉语和近代汉语三段时期（但如何分期、上下限如何，学界看法不一）。每个时期都有其代表音系，上古、中古、近古的代表音系分别是诗经音系、廣韻音系和中原音韻音系。
这并不是说，这些时期自始至终、从南到北，无一例外地用同一音系的语音。汉语的语音一直演变，某一具体年代的代表音系可能与当时的语音差别很大，例如在《廣韻》撰写成稿的北宋时期的语音，与《廣韻》裡所反映的语音已经相差很远了；汉语在不同地域的巨大差异也一直存在，但由於古音资料之匮乏，音韵学在研究或谈及某个具体年代的汉语语音时，往往只涉及该年代所具有的有代表性、为韵书等所纪录之语音音系即读书音，一般不涉及方言。
研究古汉语音韵，就必然涉及到通用语语音状况。但是读书音与全国通用语（或者说共同语）的实际语音状况，并不一定相同。明清时期的通用语是官话，清末官话採用北京音可确定，但在此之前，究竟是金陵音、北京音、洛阳音，各家的说法并不相同。
而更早的时候，如唐宋之际的中古时期，甚至连是否存在通用语（可能存在的称呼有通语、雅言、雅音等），是否有标准音，标准音以什么地方的语音为依据这些基本的问题，学术界都有争论。例如，作为中古代表音系的廣韻音系（包括《切韵》、《韵镜》等），马伯乐等部分学者，认为很可能是以唐代长安方音为基础；而另一部分学者，如罗杰瑞和柯蔚南，则认为这种说法毫无根据，并认为唐代长安音未必是全国通用语。

### 先秦音韵史
上古汉语的音节具体长什么样存在争议。下面列出一些基本达成的共识：
1. 音节结构：(C(ə)-)C(ˤ)(r)V(C)(ʔ/s)，一个音节包含声母辅音、可选的咽化特征、可选的/r/介音、主元音、可选的韵尾辅音、可选的韵尾后/s/或/ʔ/。声母前也可以有辅音。声母前和韵尾后辅音常用于派生。
2. 与早期中古汉语相比，没有硬颚音或卷舌音，而有唇化软腭音（如/kʷ/）和清鼻音（如/m̥/、/n̥/）。
3. 主元音有六个：/a/、/e/、/o/、/i/、/u/、/ə/（或/ɨ/）。
4. 韵尾辅音系统与早期中古汉语基本一致，但后者没有/r/。此音在西部方言中变为/n/，在东部方言中变为/j/。

### 汉代音韵史

#### 软腭音颚化
白一平指出，部分中古章组字与见组字谐声，可能来自颚化。例如章母支韵“支”与群母支韵“技”谐声，上古分别为*ke和**greʔ。*r介音阻碍了颚化，使见组在重纽四等韵位置有许多空位。:569-570

#### 响音音变
沙加爾等認爲上古汉语有清响音系列，现代方言中已经消失。:26分别是/m̥/、/n̥/、/ŋ̊/、/ŋ̊ʷ/、/l̥/，可能还有/r̥/。它们的中古对映为：
| 上古清响音 | 中古反映                |
| ---------- | ----------------------- |
| */m̥/       | 晓                      |
| */n̥/       | 透、彻、书              |
| */ŋ̊/       | 晓                      |
| */ŋ̊ʷ/      | 晓合                    |
| */l̥/       | 透、书、彻              |
| */r̥/       | 晓（?）、彻三透:201–202 |

另外，上古边音/*l/在非三等环境强化为定母/d/，:30–32在三等环境弱化为以母/j/。
- 脫< thwat < *l̥ˤot
- 兌< dwaj去 < *lˤot-s
- 說< sywet < *l̥ot
- 悅< jwet < *lot

沙加尔称，边音前如有前缀会阻碍强化或弱化，如他将“林”拟作*Cə-lim。:34中古来母/l/则来自上古/r/。:40–42:199–201
但是也有學派認爲，上古沒有清響音，而是擦音*s-、*x-、*ɣ-加常見的響音。這樣可以擺脫清響音擬構的困境，進一步解釋爲何兌從㕣聲、㔯亦從㕣聲。
- 脫< thwat < *xlʷˤat
- 兌< dwaj去 < *ɣlʷˤat-s
- 說< sywet < *xlʷat
- 悅< jwet < *ɣlʷat
- 㕣< jwien上 < *ɣlʷan-ɣ
- 㔯< zwien < *sɣʷan

#### 介音与韵母
- 三等音节主元音高化，非三等音节主元音低化；端组和部分见影组的三等音节颚化并合流。
- /r/变为/n/或/j/；/j/在/a/后消失，歌部和鱼部二三等合流；韵尾/ks/变为/s/；/ts/变为/j/，在/a/后也保留。
- 后元音/o/和/u/接锐音韵尾（/j/、/n/、/r/、/t/）时裂化为/w/加前元音。
- 唇化软腭音被重分析为软腭音加/w/介音，与/o/和/u/裂化后产生的/w/合流。

### 六朝音韵史

#### /ɡ/的弱化
非三等浊软颚塞音*ɡˤ弱化为浊擦音（*ɣ~ɦ）。:28部分现代闽语方言区分中古同为匣母（一般拟为ɣ~ɦ）的“厚”和“後”，“厚”福州话、厦门话和潮州话均为软腭塞音k-，“後”则均为零声母，可能反映上古浊喉音。:210上古汉语*ɡ在三等音节中保留为群母。

#### 知庄组产生
上古*r介音的弱化不仅影响了中古元音的格局，还使得舌冠音声母端精组分化出知庄组。:580

#### 介音与韵母
- 三等音节发展出/j/介音，纯三等韵可能带/ɯ/介音或与声母发音部位相同的近音。
- /r/介音变为/ɻ/，使舌冠音卷舌化，并使主元音前化、低化。
- 古后缀脱落并形成声调，去声来自/s/，上声来自/ʔ/，无标非入声音节为平声。这些后缀上古起词法作用，产生中古多调字。
- 主元音依环境剧烈变化。

### 隋唐音韵史

#### 轻唇化
早期中古汉语唇音接纯三等韵变为晚期中古汉语唇齿音，发生后三等介音也消失。据白一平，轻唇化可能是方言音变扩散的结果。

#### 元音变化与合流
1. 唇牙喉音后四等/Ce-/变为重纽四等/Cjie-/，其他地方变为重纽三等/Cie-/，分别合流。
2. /ŋ/和/k/在非高前元音（/æ/、/ɛ/、/e/；即梗摄）后变为/ɲ/和/c/。实际上可能不是音变，而本就是自由变体。最直接的证据来自汉越音，后来入声弱化时，梗摄的表现也很特殊。

高前元音韵合流：
1. 支/je/、脂/i/、之/ɨ/、微/ɨj/合流为/i/；欣/jɨn/、迄/jɨt/与真/in/、质/it/合流。
2. 上述韵的合口，元音变为/yj/。

后高元音裂化、生成/ə/：
1. 侯/-o/裂化为/-əw-/，幽/-jow-/同化为/-yw-/。
2. 所有/-o-/变为/ə/。
3. 所有/-jə-/韵部变为/-i-/，/-wə-/变为/-u-/。

非高元音韵：
1. 二等/-æ-/和/-ɛ-/合流为/-a-/。
2. 剩下所有/-æ-/、/-e-/、/-ɛ-/、/-o-/合流为/-a-/。

庄三化二：
1. 庄组后的高元音或高介音消失：
  1. 三等介音/j/消失。
  2. 非阴声韵主元音/i/变为/ə/。
  3. 支韵/i/舌尖化，变为/ɨ/。
  4. 高前圆唇元音后移（/y/→/u/、/ɥ/→/w/）。

#### 声母变化
- 章庄合流为照组。这主要是因为庄三化二后，章组和庄组不再有对立。
- 浊声母变为气声，如吴语。起初不是音位的变化，后来不同方言中有不同变化：
  - 吴语浊音带气声，老湘语则为纯浊音。
  - 赣语和客家话所有浊音均送气，官话为首的其他方言仄声不送气。相似地，闽南语中许多来自上中古浊音阳平调字不送气，也有少数是送气的，这使得部分语言学家设想原始闽语中可能存在浊送气音。

### 五代音韻史
主要变化：
1. 三等介音/-i-/和四等介音/-j-/合流，/-i-/出现于/-a-/和/-ə-/前，其余地方为/-j-/。

1. 精组后的支韵/i/发生舌尖化，变为/ɨ/。

### 宋代音韵史

#### 入声消失
宋代的漢語官話发生重大變化，就是入聲漸漸消失。
宋代大量的韻書仍舊記載了入聲字，連帶民間出版百科全書《事林廣記》的《初學類》也記載著「字有四聲：平聲者哀而妄，上聲者厲而舉，去聲者清而遠，入聲者直而促」。不過，似乎這些只是來自唐代韻書的承傳，是書本知識與誦讀唐詩所需。學者從宋代人的詩詞發現到入聲正在漸漸消失。第一步是/-k/與/-t/合一，同與陰聲韻（-ø，即以元音收尾，並無其他輔音）相配對押，而/-p/與/-m/對押。第二步是/-k/，/-t/與/-p/都變/-ʔ/。最後一同消失。
陰聲：/-ø/純元音收尾
陽聲：/-m/，/-n/，/-ŋ/
入聲：/-p/，/-t/，/-k/
中古漢語是/-m/與/-p/押韻、/-n/跟/-t/押、/-ŋ/與/-k/押。民國學者周祖謨指出，在《廣韻》之中/-t/及/-k/是不與陰聲韻相承，但到了北宋邵雍《聲音唱和圖》卻是將入聲配入陰聲韻，證明入聲開始消失。事實上，此時的/-t/與/-k/已弱化為/-ʔ/，只有/-p/仍舊保留、仍與/-m/對押。
到了金末文學家元好問《后飲酒》一詩，適、夕、默三個/-k/入聲字已跟/-p/入聲字「濕」相押，似乎連/-p/亦已弱化為/-ʔ/。
至此，在官話中，入聲全部弱化，已經接近消失。今日，粵語、客家語、閩南語、部分赣语、壯語、越南語以及漢藏語系其他一些語言仍保留/-p/，/-t/，/-k/三種尾音的入聲；部分湘語、吳語、江淮官话（淮语）、部分闽东语、部分西南官話（岷江话）、部分赣语以及部分晉語也保留入声，但只帶弱喉塞韻尾[ʔ]，或依靠紧元音韵母来保持音节頓挫感（如四川宜宾话）；大部分湘语、闽中语、闽北语、以及中原官话、冀鲁官话、胶辽官话的少数方言尽管有入声，却已變成舒聲韻，失去了其原有的促聲韻特点；其餘大部分官話方言（除江淮官话以外）的入聲已完全不復存在。

#### 其他变化
1. 喉牙音二等产生/j/介音。
2. 日母/ɲ/脱鼻为/ɻ/。

### 元代音韵史
元代的音韻之學有一猛躍，就是《蒙古字韻》出現。此書仍是韻書，但卻標有八思巴字拼寫的漢語。由於八思巴字來自藏文，藏文字母來自七世紀梵文，八思巴繼承了梵文字母千年的經驗、藏文字母數百年的經驗。過往漢字只能用反切來模仿字音，只能較順利地分拆出聲母——首輔音，但韻母部份卻是介音、元音與尾輔音混合不分，漢字一直未能分拆成字母，代表漢語音韻學未臻化境。但《蒙古字韻》卻清楚寫下如何用八思巴字母拼寫漢音，即是說漢字已第一次成功拆解。這也是何以元代文人儒生對八思巴字如此推崇。不過，八思巴字未能拼出漢語的聲調。而且，元朝滅亡後，八思巴字廢棄，無人再學習研究，漢語音韻學從此錯過了躍進之機。一直要等到葡萄牙傳教士來華，漢語才再完美地拆解。
元代有本專為編寫北方戲曲的音韻書，是周德清的《中原音韻》。由於它並非是為了古典文學而成，學者都相信《中原音韻》代表了元代北方漢語。
入声在南宋晚期便在北方官话中消失，首次记录这变化的便是《中原音韵》。《中原音韻》的四聲是平聲陰、平聲陽、上聲、去聲。入聲消失，分派到了平、上、去聲。
元代的漢語北方官話更開始丟弃/-m/韻尾。明朝將元朝逐回大漠，佔領元朝首都大都（北京），獲得蒙古王室世代相傳的金匱之書——《蒙古秘史》。朱元璋為了訓練通曉蒙古語的翻譯人材，命令投降明朝的那些通曉蒙古語的色目人編纂教材，精細地用漢字標蒙古詞匯的發音，編成了蒙漢對照的生字表《華夷譯語》；更將《蒙古秘史》用同樣方法——漢字意譯、標音，寫成《元朝秘史》一書。
現代學者從《元朝秘史》的蒙漢對譯發現部份-m字已經開始消失。比如蒙古語靜動詞的過去時態後綴-qsan，在書中有時竟音譯為「黑三」。「三」的中古漢語是sam，今日粵語、閩南話、客家話仍保留/-m/音；但官話是san。換句話說，元末明初，「三」在北方話已變成san，/-m/開始轉/-n/。但總括來說，元末北方話還保留侵尋、監咸、廉纖這些-m尾音。

## 功用
學習古代漢語語音，有助於瞭解現代漢語語音的來歷，從而對普通話／國語語音以及本地區的方言語音有更深入的認識；音韻學還對古代漢語的學習和教學有所幫助。
汉语音韵学最重要的是帮助阅读古代的文献。另外对于历史学、考古学、文字学、文学史、民族学、敦煌学、中亚学等学科的研究可以提供可靠的资料。

### 引用
1. ↑  .   [2023-08-29]. （原始内容存档于2023-08-29）.
2. ↑  簡啟賢：《音韻學教程》(成都：巴蜀書社，2005)，頁1。
3. ↑  簡啟賢：《音韻學教程》(成都：巴蜀書社，2005)，頁54。
4. 1 2 3 4 5  Baxter (1992)
5. 1 2 3 4  Sagart (1999)
6. 1 2  Sagart (1999)
7. ↑  李新魁：《中古音》(北京：商務印書館，2000)，頁160-162。
8. ↑  董同龢：《漢語音韻學》(北京：中華書局，2001)，頁59-61。
9. ↑  亦鄰真：〈元朝秘史及其復原〉，《亦鄰真蒙古學文集》(呼和浩特：內蒙古人民出版社，2001)，頁742。

## 延伸阅读
[在维基数据编辑]
 《欽定古今圖書集成·理學彙編·字學典·聲韻部》，出自陈梦雷《古今圖書集成》